# Theodor Tilemann

Theodor Tilemann

Zeitgenössische Darstellung des „Eilbeker Knabenhortes“ um 1900

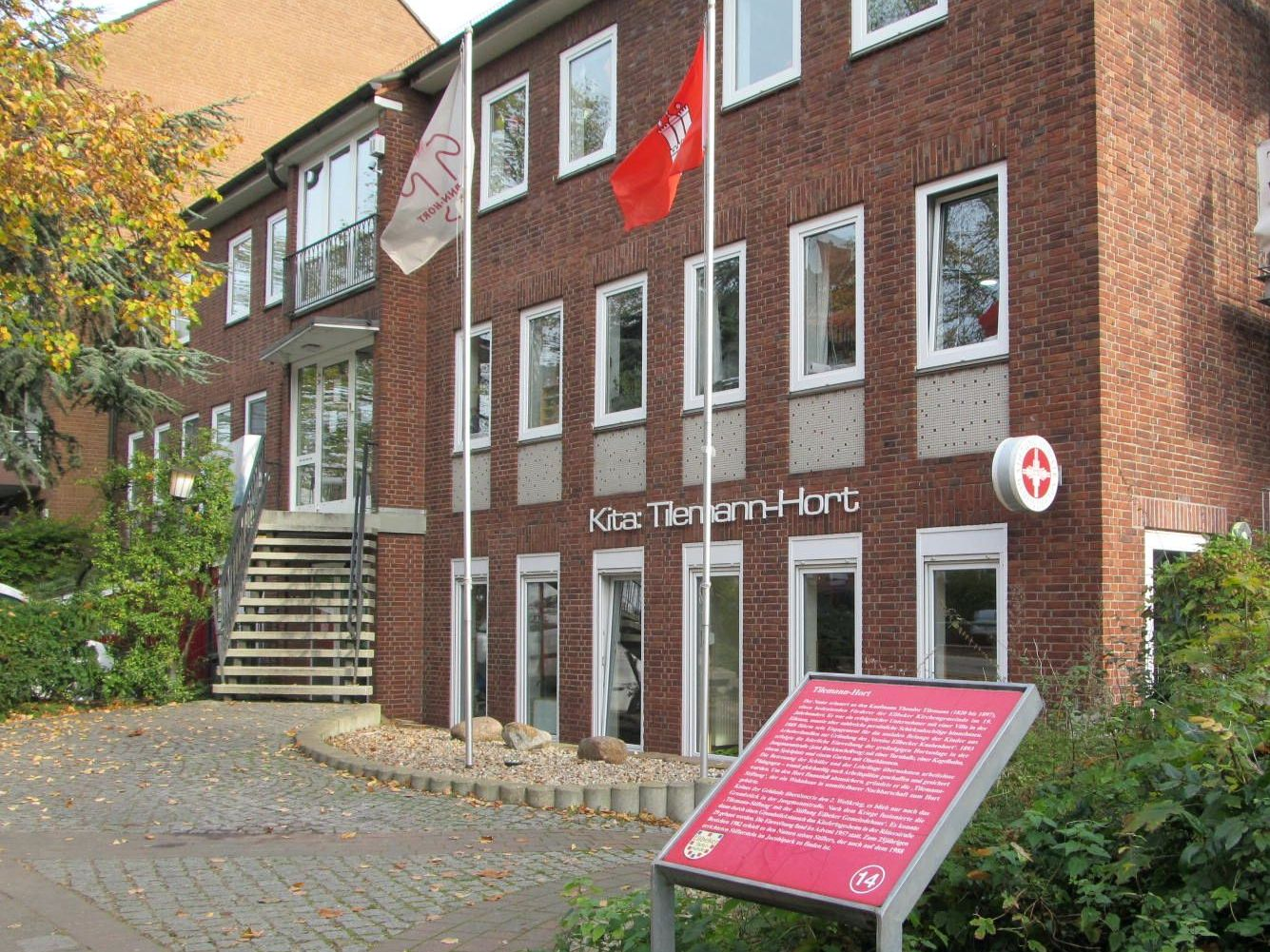
Der heutige Tilemann-Hort in der Ritterstraße. Im Vordergrund die Gedenktafel zur Geschichte des Hauses

Theodor Tilemann (* 16. August 1820 in Sievershausen bei Dassel; † 14. August 1897 in Hamburg, vollständiger Name Johann Wilhelm August Hermann Theodor Tilemann) war ein deutscher Kaufmann, Philanthrop und Mitglied der Hamburgischen Bürgerschaft.  

## Leben und Wirken
Der Sohn eines Landpfarrers wuchs in ärmlichen Verhältnissen auf, nachdem sein Vater frühzeitig verstorben war und es damals nur eine geringe Hinterbliebenenversorgung gab. Er absolvierte eine Kaufmannslehre, kam 1840 nach Hamburg und wurde Gehilfe in der Holzhandlung H. C. Meyer. 1849 heiratete er und gründete mit seinem Schwager seine erste Firma. Ab 1862 gehörte er der Bürgerschaft an (Fraktion Linkes Zentrum), gründete 1871 seine eigene Firma und zog 1875 in den damaligen Vorort Eilbek, wo er sich direkt am Eilbekkanal, Ecke Eilenau/Wartenau eine repräsentative Villa bauen ließ, die im Zweiten Weltkrieg zerstört wurde.  
Nach mehreren privaten Schicksalsschlägen (Tod der Tochter, dann der Ehefrau, zuletzt des geistig behinderten Sohnes) zog Tilemann sich aus dem Geschäft zurück und konzentrierte sich ganz auf sein wohltätiges Wirken: Er unterstützte mit großzügigen Spenden verschiedene kirchliche und soziale Einrichtungen in seinem Stadtteil, darunter den Bau der Eilbeker Friedenskirche. Als Bürgerschaftsmitglied setzte er sich erfolgreich für den Bau der ersten Realschule in Eilbek ein. Eingedenk seiner eigenen schwierigen Kindheit bemühte er sich besonders um die männliche Arbeiterjugend und initiierte 1889 die Gründung des Vereins „Eilbecker Knabenhort“, für den er in den Folgejahren ein ausgedehntes Grundstück an der Jungmannstraße (heute Ruckteschellweg) erwarb und hier einen Hort mit eigener Turnhalle und großem Garten errichten ließ. Bei seinem Tod brachte er sein gesamtes Vermögen in eine Stiftung zur Förderung des Knabenhorts ein, die die Inflation der 1920er Jahre überdauerte und nach dem Zweiten Weltkrieg mit der – ebenfalls von ihm mitbegründeten – Stiftung Eilbeker Gemeindehaus fusioniert wurde.  
Diese eröffnete 1957 als Ersatz für den im Feuersturm totalzerstörten Knabenhort ein neues Kindertagesheim, nunmehr in der benachbarten Ritterstraße gelegen. Seit 1982 trägt es in Erinnerung an ihren einstigen Gründer den Namen Tilemann-Hort und betreut heute rund 100 Kinder im Krippen- und Elementarbereich; seit dem Schuljahr 2013/14 organisiert er auch die Ganztagsbetreuung in der benachbarten Grundschule Hasselbrook.